# Male Bonding
Male Bonding ist eine britische Rockband, die dem Genre des Independent-Noise-Rock zugeordnet werden kann, aber auch Stilelemente des Grunge und des Punk enthält.

## Geschichte
Die drei Gründungsmitglieder Jon Arthur Webbs, Robin Silas Christian und Kevin Hendrick kannten sich bereits lange vor Gründung von Male Bonding, da sie im gleichen Plattenladen arbeiteten. Webbs und Hendrick musizierten bald auch gemeinsam in einer Indie-Rock-Band namens Pre. Nachdem die Freunde in eine gemeinsame Wohnung gezogen waren, entschlossen sie sich, zu dritt eine eigene Band zu gründen.

“We worked together, we moved together, our romance led the way.”

„Wir arbeiteten zusammen, wir zogen zusammen [in eine Wohnung], unsere Romanze gab die Richtung vor.“

Neben zahlreichen Gigs in den Pubs ihrer Heimat tourten Male Bonding bereits vor der Veröffentlichung ihres ersten Studioalbums viel. Unter anderem schlossen sie während der Tourneen neben Sauna Youth auch mit Best Coast und den Vivian Girls Bekanntschaft. Die Vivian Girls waren später auch im Lied Worse to Come ihres Debütalbums zu hören.
Gelegentlich wird das Klangspektrum der Band durch eine zusätzliche Gitarre erweitert, die von Nathan Hewitt gespielt wird, ebenfalls einem engen Freund Jon Webbs‘. Er ist allerdings nicht Mitglied der Band, schreibt an den Liedern nicht mit und leitet selbst die Cheatahs, eine Shoegazing-Rockband.
Im Jahr 2010 veröffentlichten Male Bonding ihr Debütalbum Nothing Hurts, über welches sie angaben, es zu großen Teilen „unterwegs“, also während mehrerer Tourneeaufenthalte, verfasst zu haben. Den Plattenvertrag mit Sub Pop hatten die Musiker bereits 2009 unterschrieben. Das Album wurde zwar ob des geringen Bekanntheitsgrades der Band keiner allzu breiten Öffentlichkeit zugänglich, wurde aber von der einschlägigen Presse durchweg positiv rezensiert. Der Kulturreport des Guardian vergab vier von fünf Sternen für das Werk, im NME Magazine erreichte es mit acht von zehn Punkten Platz 72 im Ranking der „besten Alben des Jahres 2010“.
Nachdem 2010 noch zwei EPs veröffentlicht wurden, kam bereits 2011 das zweite Album Endless Now heraus, das im Guardian wieder mit vier Sternen gekürt wurde, in der BBC aber eine eher negative Rezension erhielt.
Nach dem Erscheinen des Albums löste sich die Gruppe nicht auf, allerdings gab es seit Mitte 2013 nur noch wenige Auftritte und keine neuen Lieder mehr. Hendrick und Christian spielen zudem in der Band Primitive Parts, die sie mit Sauna-Youth-Gitarristin Lindsay Corstorphine neu gründeten.
Nachdem die Band bereits im August 2015 über Facebook bekanntgab, wieder zusammenzuarbeiten, erschien am 12. Oktober 2016 ihr drittes Album Headache.

## Stil
Als großen Einfluss auf den musikalischen Stil der Band bezeichnete Bassist Hendrick die Buzzcocks, außerdem hätten er und die anderen Bandmitglieder eine große Vorliebe für Ride, Mclusky sowie allgemein für US-amerikanische Punkrockmusik.
Im Album Endless Now ist deutlich hörbar, dass auch Bands wie Nirvana und die Ramones einen gewissen Einfluss auf die Melodik der Lieder hatten.

## Diskografie
- 2010: Nothing Hurts (Album)
- 2010: Covers (EP)
- 2010: Nothing Remains (EP)
- 2011: Endless Now (Album)
- 2016: Headache (Album)

## Hintergründe und Trivia
Male Bonding bezeichnet im Englischen eine sehr enge, nichtsexuelle Beziehung zwischen Männern. Als Übersetzung bietet sich am ehesten Männerfreundschaft an, auch der englische Begriff Bromance hat teilweise Einzug in die deutsche Sprache gefunden. Der Name reflektiert insofern treffend das Image der Band, da alle deren Aktionen, sowohl die Gründung, die Tourneen als auch Interaktionen mit anderen Musikern auf freundschaftlicher Basis gründen, auch die Grenze zwischen Privatem und Musikalischem bei den Mitgliedern nicht existent scheint.
Ironisch wird mit dem Thema Männerfreundschaft und Homosozialität im Musikvideo zu Years Not Long umgegangen, das die Bandmitglieder und einige Altersgenossen bei „typisch männlichen“ Aktivitäten wie Ballspielen, Gewichtheben, Armdrücken und Schnapstrinken zeigt. Gegen Ende des Films beginnen sämtliche männlichen Akteure, sich innig zu küssen und gegenseitig auszuziehen.
Als die Band auf der Suche nach einem zusätzlichen Gitarristen war, kam Jon Webbs sofort auf die Idee, seinen guten Freund Nathan Hewitt nach seinem Interesse an einer Zusammenarbeit zu fragen – er tat dies ausgerechnet an dessen Hochzeitstag. Offenbar hatte Hewitt zu diesem Zeitpunkt anderes im Kopf, weshalb er wenig begeistert wirkte und später noch einmal gefragt werden musste, dann aber sofort zusagte.